# Conseil législatif (île de Man)
Pour les articles homonymes, voir Conseil législatif.
Bâtiment législatif
Le Conseil législatif (en anglais : Legislative Council ; en mannois : Y Choonceil Slattyssagh) est la chambre haute du Tynwald, le parlement bicaméral de l'île de Man.

## Composition
Il compte onze membres (désignés sous l'appellation MLC, Members of the Legislative Council) dont huit sont élus par les membres de la chambre basse du Tynwald, la Chambre des Clefs (« House of Keys »). Ceux-ci sont chargés des questions de législation. Leur fonction première ne consiste donc pas à introduire des actes, fonction qui revient à la chambre basse, même si cette situation survient sporadiquement. Les membres du Conseil législatif siègent ex officio.
- huit membres sont élus,
- trois membres siègent de plein droit :
  - le président du Tynwald
  - l'évêque de Sodor et Man
  - l'Attorney General

Les MLC sont élus par la Chambre des clefs à scrutin secret pour une limite de cinq ans. Quatre MLC se retirent à la fois, ainsi quatre MLC sont élus à la fois, ce qui conduit à donner au Conseil législatif une composition tournante. Un MLC doit être au moins âgé de 21 ans et résidant dans l'île pour être élu.
Le Conseil législatif était autrefois présidé par le lieutenant-gouverneur de l'île de Man, mais c’est aujourd’hui le président du Tynwald (élu pour cinq ans) qui est chargé de cette fonction, à l’exception du Tynwald Day, jour de fête nationale, où le Conseil est présidé par le lieutenant-gouverneur.